# Вилејка
Вилејка (блр. Вілейка; рус. Виле́йка) је град у Белорусији и административни је центар Вилејског рејона Минске области. Град лежи на обали реке Вилије на око 100 км северозападно од главног града земље Минска. Северни делови града излазе на обале вештачког Вилијског језера, саграђеног 1974. године. Језери има површину од 63,3 км² и запремину од 238 милиона м³ и највеће је вештачко језеро у земљи.
У граду се налази телекомуникацијска база 43. комуникацијске јединице Ратне морнарице Русије која представља главну координациону везу између главног штаба морнарице и нуклеарних подморница широм света.

## Историја
Подручје данашњег насеља је од  до XIII века било у саставу Полоцке кнежевине, а од  до XVII века саставни део Литванске кнежевине. У том периоду на месту данашњег насеља постојало је село Стари Курењец.
Према неким списима први помен насеља датира из 1460, иако према новијим истраживањима као година оснивања града узима се 1599. Године 1793. постаје саставни део Руске Империје и свега две године касније и центар округа.
Становништво се од најранијих времена бавило пољопривредом и трговином, а трговачка делатност обављала се углавном преко Вилије и Њемена. Године 1845. постаје административни центар Виленске губерније, а крајем XIX века у насељу је живело преко 3,5 хиљада становника.
Совјетска власт у граду успостављена је 8. новембра 1917. године, али се задржала кратко јер је већ у децембру 1918. град окупиран од стране немачких трупа, да би 1921. постао саставни део Пољске. Након ослобођења подручја Западне Белорусије 1939. Вилејка постаје административни центар Вилејске области.
Током нацистичке окупације која је трајала од 25. јуна 1941. до 2. јула 1944. страдало је преко 15.000 цивила, пет села је спаљено до темеља. Два села (Љубча и Барки никада нису обновљена).

## Становништво
Према процени, у граду је 2012. живело 26.797 становника.
| 1979.  | 1989.  | 1999.  | 2009.  | 2012.  |
| ------ | ------ | ------ | ------ | ------ |
| 20.747 | 28.077 | 28.077 | 26.836 | 26.797 |

## Међународна сарадња
Град Вилејка има потписане споразуме о међународној сарадњи са следећим градовима:
- Можајск, Московска област, Русија
- Вилмар, Минесота, САД
- Перејаслав, Кијевска област, Украјина
- Астара, Азербејџан
- Ујазд, Војводство Опоље, Пољска
- Валдај, Новгородска област, Русија
- Оберхаузен, Северна Рајна-Вестфалија, Немачка